# Triaenogryllacris
Triaenogryllacris is een geslacht van rechtvleugeligen uit de familie Gryllacrididae. De wetenschappelijke naam van dit geslacht werd voor het eerst geldig gepubliceerd in 1937 door Karny.

## Soorten
- Triaenogryllacris diaena Cadena-Castañeda, 2020[2]
- Triaenogryllacris horaciotrianai Cadena-Castañeda, 2020[2]
- Triaenogryllacris triaena (Karny, 1929)